# Municipio de Forward (Dakota del Norte)
El municipio de Forward (en inglés: Forward Township) es un municipio ubicado en el condado de Wells en el estado estadounidense de Dakota del Norte. En el año 2010 tenía una población de 80 habitantes y una densidad poblacional de 0,86 personas por km².

## Geografía
El municipio de Forward se encuentra ubicado en las coordenadas 47°42′58″N 99°52′33″O / 47.71611, -99.87583. Según la Oficina del Censo de los Estados Unidos, el municipio tiene una superficie total de 93.4 km², de la cual 92,13 km² corresponden a tierra firme y (1,36 %) 1,27 km² es agua.

## Demografía
Según el censo de 2010, había 80 personas residiendo en el municipio de Forward. La densidad de población era de 0,86 hab./km². De los 80 habitantes, el municipio de Forward estaba compuesto por el 100 % blancos. Del total de la población el 0 % eran hispanos o latinos de cualquier raza.